# Anadia (lagarto)
Anadia es un género de pequeños lagartos que pertenecen a la familia Gymnophthalmidae. Se distribuyen por la mitad norte de Sudamérica y el sur de Centroamérica.

## Especies
El género Anadia se compone de las siguientes especies:
- Anadia altaserrania Harris & Ayala, 1987
- Anadia antioquensis Arredondo, 2013
- Anadia bitaeniata Boulenger, 1903
- Anadia blakei Schmidt, 1932
- Anadia bogotensis (Peters, 1863)
- Anadia brevifrontalis (Boulenger, 1903)
- Anadia bumanguesa Rueda-Almonacid & Caicedo, 2004
- Anadia escalerae Myers, Rivas & Jadin, 2009
- Anadia hobarti La-Marca & Garcia-Perez, 1990
- Anadia marmorata (Gray, 1846)
- Anadia mcdiarmidi Kok & Rivas, 2011
- Anadia ocellata Gray, 1845
- Anadia pamplonensis Dunn, 1944
- Anadia pariaensis Rivas, La Marca & Oliveros, 1999
- Anadia petersi Oftedal, 1974
- Anadia pulchella Ruthven, 1926
- Anadia rhombifera (Günther, 1859)
- Anadia steyeri Nieden, 1914
- Anadia vittata Boulenger, 1913